# SPAL
A SPAL, teljesen nevén Società Polisportiva Ars Et Labor' egy  első osztályú olasz labdarúgóklub, melynek székhelye Ferrarában van.

## Története
Bár Ferrara megyeszékhely, a város csapata ennek ellenére sosem játszott meghatározó szerepet az olasz labdarúgásban. A SPAL eddig összesen tizenhét szezont töltött az első osztályban, legjobb eredményük az 1963-ban elért nyolcadik hely volt. 1968 óta a csapat a másod-, harmad-, vagy negyedosztályban játszik, legutóbb 1993-ban játszhatott a Serie B-ben.
1962-ben a csapat játszhatott a kupadöntőben, ám ott vereséget szenvedett az SSC Napoli ellen. Ezenkívül a kupa története során ők az egyetlen csapat, melynek másodosztályúként sikerült elhódítania a serleget (a legelső kupát a harmadosztályú Vado nyerte).

## Jelenlegi keret
2018. január 31-i állapotnak megfelelően.
| #  |     | Poszt | Név                                                    |
| -- | --- | ----- | ------------------------------------------------------ |
| 1  | SEN | K     | Alfred Gomis (kölcsönben a Torino csapatától)          |
| 4  | POL | V     | Thiago Cionek                                          |
| 5  | CRO | V     | Lorenco Šimić (kölcsönben a Sampdoria csapatától)      |
| 7  | ITA | CS    | Mirco Antenucci ()                                     |
| 9  | ITA | CS    | Federico Bonazzoli (kölcsönben a Sampdoria csapatától) |
| 10 | ITA | CS    | Sergio Floccari                                        |
| 12 | SWE | V     | Pa Konate                                              |
| 14 | ITA | V     | Federico Mattiello (kölcsönben az Atalanta csapatától) |
| 15 | FIN | V     | Sauli Väisänen                                         |
| 17 | ITA | K     | Giacomo Poluzzi                                        |
| 18 | ITA | KP    | Eros Schiavon                                          |
| 19 | SVN | KP    | Jasmin Kurtić (kölcsönben az Atalanta csapatától)      |
| 21 | POL | V     | Bartosz Salamon (kölcsönben a Cagliari csapatától)     |
| 22 | ITA | CS    | Marco Borriello                                        |

| #  |     | Poszt | Név                                                      |
| -- | --- | ----- | -------------------------------------------------------- |
| 23 | ITA | V     | Francesco Vicari                                         |
| 24 | ITA | KP    | Mattia Vitale                                            |
| 25 | BRA | KP    | Everton Luiz                                             |
| 27 | BRA | V     | Felipe                                                   |
| 28 | ITA | KP    | Pasquale Schiattarella                                   |
| 29 | ITA | KP    | Manuel Lazzari                                           |
| 33 | ITA | KP    | Filippo Costa                                            |
| 43 | ITA | CS    | Alberto Paloschi (kölcsönben az Atalanta csapatától)     |
| 77 | ITA | KP    | Federico Viviani (kölcsönben a Hellas Verona csapatától) |
| 85 | SEN | V     | Boukary Dramé                                            |
| 88 | ITA | KP    | Alberto Grassi (kölcsönben a Napoli csapatától)          |
| 92 | ITA | K     | Gabriele Marchegiani                                     |
| 97 | ITA | K     | Alex Meret (kölcsönben az Udinese csapatától)            |

## Ismertebb játékosok
- Osvaldo Bagnoli
- Alberto Bigon
- Marco Borriello
- Pietro Broccini
- Ottavio Bugatti
- Fabio Capello
- Sergio Cervato
- Matteo Ferrari
- Manuel Lazzari
- Oscar Massei
- Alex Meret
- Alberto Orlando
- Armando Picchi
- Matthew Kemp
- Dionisio Arce
- Johan Djourou

## Külső hivatkozások
- Hivatalos weboldal
- Korábbi hivatalos weboldal
- Nem hivatalos weboldal